# Abaucourt
Abaucourt é uma comuna francesa na região administrativa de Grande Leste, no departamento de Meurthe-et-Moselle. Estende-se por uma área de 7,8 km². Em 2010 a comuna tinha 302 habitantes (densidade: 38,7 hab./km²).